# Order Zasługi Czerwonego Sztandaru
Order Zasługi Czerwonego Sztandaru (węg. Vörös Zászló Érdemrend) – order wojskowy WRL nadawany w latach 1953–1989 żołnierzom za odniesienie sukcesu w wypełnianiu obowiązków wojskowych, a także najbardziej wyróżniającym się jednostkom i szkołom wojskowym, niekiedy ludności cywilnej za wybitne zasługi w umacnianiu obrony kraju.
Istniały jego trzy wersje różniące się lekko wyglądem odznaki:
- 1953–1954: 2 odznaczonych,
- 1954–1957: 43 odznaczonych,
- 1957–1989: 123 odznaczonych.